# Tomo Inouye
Tomo Inouye (nascuda el 1870) va ser una homeòpata japonesa formada a la Facultat de Medicina de la Universitat de Michigan. Va ser la fundadora de la Societat de Dones Mèdiques Japoneses.

## Biografia
Inouye va néixer a Fukuoka. Inouye va assistir a una escola de nenes metodistes a Nagasaki, Japó.

### Educació
Va començar a estudiar medicina homeopàtica amb una metgessa nord-americana, Mary A. Gault, que estava casada amb un japonès i que dirigia una clínica a Nagasaki. Es diu que va triar la homeopatia perquè era massa baixa per a la formació d'infermeres.
El 1898, es va graduar al Cleveland Homeopathic Medical College. Va ser l'única dona d'un grup de vuit estudiants japonesos matriculats a la Universitat de Michigan el 1900. Va obtenir el seu títol de medicina el 1901 i va rebre la llicència de medicina japonesa el 1903.

### Carrera
Va ser delegada a la quarta conferència mundial de la Women's Christian Temperance Union a Toronto el 1897. Va tornar al Japó després de l'escola de medicina i va ser metge en exercici a Tòquio. També va ser nomenada inspectora mèdica per a les escoles de Tòquio i va impartir classes d'higiene i salut. Va estar activa amb la YWCA del Japó.
El 1920, va tornar a visitar la seva ànima mater amb Ida Kahn, la primera dona xinesa que es va graduar de l'escola. Ambdues dones estaven als Estats Units per assistir a la Conferència Internacional de Dones Metges a la ciutat de Nova York el 1919.
Va fundar la Societat de Dones Mèdiques Japoneses, i va ser membre fundador i membre de la junta general de la Societat Internacional de Dones Mèdiques (MWIA) el 1919. El 1923, va dirigir un projecte de socors de dones metgesses que responien al gran terratrèmol de Kantō de 1923.